# Дижелезониобий
Дижелезониобий — бинарное неорганическое соединение
ниобия и железа
с формулой NbFe2,
кристаллы.

## Получение
- Спекание стехиометрических количеств чистых веществ:

{\displaystyle {\mathsf {Nb+2Fe\ {\xrightarrow {1630^{o}C}}\ NbFe_{2}}}}

## Физические свойства
Дижелезониобий образует парамагнитные кристаллы
гексагональной сингонии,
пространственная группа P 63/mmc.
параметры ячейки a = 0,48295 нм, c = 0,7877 нм, Z = 4,
структура типа дицинкмагния MgZn2 (фаза Лавеса)

(по другим данным параметры ячейки a = 0,48401 нм, c = 0,78963 нм
).
Имеет большую область гомогенности 27-38 ат. % ниобия.
Соединение, обогащённое железом, при температуре ≈10 К переходит антиферромагнитное состояние
.